# Apodospora
Apodospora — рід грибів родини Lasiosphaeriaceae. Назва вперше опублікована 1970 року.

## Класифікація
До роду Apodospora відносять 6 видів:
- Apodospora bulgarica
- Apodospora gotlandica
- Apodospora peruviana
- Apodospora simulans
- Apodospora thescelina
- Apodospora viridis